# أمي (مسلسل)
أمي (بالتركية: Anne)؛ هو مسلسل تلفزيوني تركي مستوحاة من المسلسل الياباني «أمي» لعام 2010. يتحدث عن فتاه صغيره تتعرض للعنف من والديها وتقوم معلمتها بانقاذها، تم بثه على Star TV من 25 أكتوبر 2016 إلى 20 يونيو 2017.

## قصة المسلسل
تحصل زينب غونيش على وظيفة كمعلمة مؤقتة في مدرسة ابتدائية محلية في مدينة بانديرما. سرعان ما تدرك أن إحدى طالباتها، ملك، تعاني من إساءة معاملة الأطفال من والدتها، شولى، وصديق والدتها، جنكيز. عندما تدرك زينب أنه لا أحد يفعل أي شيء لمساعدة ملك، تأخذ الأمور على عاتقها عن طريق تزوير وفاة ملك، واختطافها، وأخذها إلى إسطنبول ومحاولة أن تصبح والدتها الجديدة. ومع ذلك، عندما تكتشف شولى وجنكيز أن ملك على قيد الحياة يخطفوها، تقرر شولى محاولة إجبار ملك على حبها. وعندما ترزق شولى وجنكيز بمولود جديد، حسن، تضطر ملك إلى الاعتناء به وكذلك بنفسها. على الرغم من ذلك، ترفض زينب الاستسلام حتى تعود ملك إليها. في النهاية، تدرك شولى وزينب أنهما يجب أن يعملا معًا لإصلاح كل شئ.  تدور القصة حول حياة ملك، وهوية زينب، والرابطة التي لا يمكن تعويضها بين الأم وابنتها.

## أبطال المسلسل
- جانسو ديري (زينب)
- إلهان شيشين (على)

(اهاد بو زعال ) ( نجوي)

## روابط خارجية
أمي على موقع IMDb (الإنجليزية)
- أمي على موقع كينوبويسك (الروسية)
- أمي على موقع قاعدة بيانات الفيلم (الإنجليزية)